# Prince Paul
Paul Huston (Amityville, Nueva York, 2 de abril de 1967), más conocido por su nombre artístico Prince Paul es un Dj estadounidense y productor de discos de hip hop. Fue también un miembro fundador de la banda Gravediggaz donde uso el nombre de The Undertaker (el sepulturero).

## Biografía
Originalmente un miembro de la banda Stetsasonic, el produjo pistas en álbumes de hip hop como el álbum debut de 3rd Bass de 1989, The Cactus Album y los tres primeros álbumes de De La Soul. Después de estos compilo dos álbumes en solitario: Psychoanalysis: What is it? y la opera hip hop A Prince Among Thieves, donde figuraban Big Daddy Kane, Xzibit, Kool Keith y Everlast. El, en conjunto con Frukwan de Stetsasonic, Too Poetic de Brothers Grimm, y The RZA de Wu-Tang Clan, crearon los Gravediggaz.
En 1990, Russell Simmons dio a Paul un sello bajo su sello propio Def Jam. El único álbum de aquel sello, It Takes a Nation of Suckers to Let Us In por Resident Alien, nunca fue oficialmente sacado a la venta. En las notas del álbum Buhloone Midstate de De La Soul publicado en 1993, Paul dio indicios de sus futuros projects con Gravediggaz: "Me gustaría agradecer a todos mis amigos y compañeros de negocios que me faltaron el respeto, me manipularon, y me tomaron por tonto cuando los tiempos fueron difíciles. Porque ustedes me hicieron más sabio, fuerte y loco, y, sobre todo, un Gravedigga!"
Junto a Teo Macero, Prince Paul coprodujo el debut en solo del guitarrista Vernon Reid en 1995.
Algunos de sus discos aparecen en el doodle de Google, 44th anniversary of the birth of hip hop.
Huston se unió a Dan the Automator para formar Handsome Boy Modeling School. En el álbum del grupo So... How's Your Girl? figuraban diversos nombres conocidos desde Sean Lennon y Del Tha Funkee Homosapien hasta Alec Empire y Don Novello. Huston también apareció junto al super grupo Deltron 3030 en su álbum homónimo en la canción The Fantabulous Rap Extravaganza. En el año 2000, Paul produjo el EP debut de MC Paul Barman It's Very Stimulating. White People continuó con la tradición de Handsome Boy de sketchs extraños y una rara combinación de artistas invitados sobre los ritmos producidos por Paul y Automator, incluyendo a The RZA, Linkin Park, Tim Meadows y John Oates.
Politics of the Business (2003) es una mirada al hip hop actual, nuevamente incluyendo artistas invitados, desde Chuck D y Ice T, hasta Beatnuts y Wordsworth, el último colaborando en una pista que Paul compuso para la banda sonora de Bob Esponja: La Película. Varias canciones de Paul han sido únicamente parte de compilaciones como las colecciones "Deep Concentration" de Om Records y "Altered Beats" de Bill Laswell.
Su último álbum puesto en venta es Instrumental, un retorno a los trabajos previos de Paul, dependiendo de como uno vio POTB. Instrumental contenía un rango de géneros, dependiendo fuertemente en samples previas, especialmente de aquellas pertenecientes a A Prince Among Thieves, y uniéndolo junto con varios sketchs alegres sobre su depresión aparentemente real. El también produjo el álbum The Art of Picking Up Women de los roqueros imaginarios The Dix, que trae consigo algo de la misoginia y fanfarronería al estilo del R&B de los años 60.
Paul consiguió un acuerdo con la compañía de radio satelital XM y fue el anfitrión de "The Ill Out Show" en el canal Rhyme 65, hasta que la estación fue abandonada tras la fusión de la compañía con Sirius. El show era presentado junto a miembros de Ill Out Crew, varios compañeros principales con los cuales Paul ha trabajado a lo largo de su carrera como Don Newkirk (quien cierra el programa de concursos imaginario del ingeniero Al Watt, 3 Feet High and Rising, y también aparece en The Gas Face de 3rd Bass). El show es un favorito de los fanes del hip hop, mostrando noticias, canciones clásicas y entrevistas a varios artistas del hip hop. El episodio que se habría de convertir en uno de los más famosos del programa estuvo al aire en julio del 2006 y en él se transmitieron canciones de hip hop siguiendo el tema de amor y relaciones en un estilo poco ortodoxo a través de una entrevista profunda a R.A. the Rugged Man.
El último proyecto de Paul es Baby Elephant, una colaboración con el tecladista Bernie Worrell de las bandas Parliament y Talking Heads, y su por largo tiempo asociado Don Newkirk. Turn My Teeth Up! salió al mercado el 11 de septiembre de 2007, figurando en él George Clinton, Schok G, Yellowman, Reggie Watts, Nona Hendryx, David Byrne y Gabby La La.
El 30 de octubre de 2006 se publicó en el blog oficial de Hieroglyphics que Prince Paul estaba en el estudio realizando trabajo de producción del próximo álbum de Souls of Mischief.

## Discografía

### Álbumes en solo
- 1996: Psychoanalysis: What is It? (WordSound Records, más tarde reemitido por Tommy Boy/Warner Bros. Records in 1997 with bonus cuts)
- 1999: A Prince Among Thieves (Tommy Boy/Warner Bros. Records)
- 2003: Politics of the Business (Razor & Tie)
- 2005: Itstrumental (Female Fun Records)
- 2005: Hip Hop Gold Dust (Antidote)

### Álbumes en colaboración con otros artistas
- 1986: On Fire (Stetsasonic)
- 1988: In Full Gear (Stetsasonic)
- 1991: Blood, Sweat & No Tears (Stetsasonic)
- 1994: 6 Feet Deep (Gravediggaz)
- 1999: So... How's Your Girl? (Handsome Boy Modeling School)
- 2004: White People (Handsome Boy Modeling School)
- 2005: The Art of Picking Up Women (The Dix)
- 2007: Turn My Teeth Up! (Baby Elephant)
- 2008: Baby Loves Hip Hop Presents The Dino 5 (Dino 5)

### Producción
- 3 Feet High and Rising por De La Soul (1989)
- It's a Big Daddy Thing por Big Daddy Kane (1989)
- The Cactus Album por 3rd Bass (1989)
- All Hail the Queen por Queen Latifah (1989)
- To Your Soul por Jaz-O (1990)
- Starting from Zero por Groove B Chill (1990)
- Taste of Chocolate por Big Daddy Kane (1990)
- Derelicts of Dialect por 3rd Bass (1991)
- It Takes a Nation of Suckas to Let Us In por Resident Alien (1991)
- Daddy's Little Girl por Nikki D (1991)
- De La Soul Is Dead por De La Soul (1991)
- Sex and Violence por Boogie Down Productions (1992)
- I Thought U Knew por Candyman (1993)
- My Field Trip to Planet 9 por Justin Warfield (1993)
- Buhloone Mindstate por De La Soul (1993)
- Behind Bars por Slick Rick (1994)
- Latin Lingo (Prince Paul Mix) por Cypress Hill (1996)
- America is Dying Slowly por Artistas Varios (1996)
- Downlow - The Hip Hop Underground por Artistas Varios (1996)
- The Pick, the Sickle and the Shovel por the Gravediggaz (1997)
- Roll With the New por Chris Rock (1997)
- Lyrical Chemical por Metabolics (1998)
- Tical 2000: Judgement Day por Method Man (1998)
- Bigger & Blacker por Chris Rock (1999)
- It's Very Stimulating por MC Paul Barman (2000)
- Both Sides of the Brain por Del tha Funkee Homosapien (2000)
- Dawn of the dead por Mr. Dead (2000)
- Coast II Coast por Artistas Varios (2001)
- Against All Odds por Tragedy Khadafi (2001)
- The Best Part por J-Live (2001)
- Paullelujah! por MC Paul Barman (2002)
- Palace of the Pretender por Last Emperor (2003)
- Mm..LeftOvers por MF Doom (2004)
- Montezuma's Revenge por Souls of Mischief (2009)